# Final de la Copa de Campeones de Europa 1985-86
La final de la Copa de Campeones de Europa 1985-86 fue un partido de fútbol protagonizado por el Fútbol Club Barcelona de España y el Steaua de Bucarest de Rumania, jugado en el Estadio Ramón Sánchez Pizjuán, de Sevilla, ante unas 70 000 personas, el 7 de mayo de 1986. Para el Barcelona, esta era su segunda final (tras la de 1961 cuando cayó ante el Benfica); mientras que para el Steaua era su primera final continental. Ambos clubes tuvieron que jugar las fases previas antes de disputar el decisivo duelo.
Tras noventa minutos donde no hubo goles, la tónica se repitió en la prórroga de treinta minutos, decidiéndose todo en los lanzamientos de penalti, siendo más efectivo el Steaua, que de cuatro lanzamientos, acertó en dos de ellos; mientras que el club catalán falló todos sus lanzamientos, siendo detenidos por el portero Helmuth Duckadam, que terminaría siendo la figura del partido, y conocido después como «el Héroe de Sevilla».
El Steaua alzó la copa con el estadio prácticamente vacío, ya que la mayoría eran seguidores del F. C. Barcelona que abandonaron el estadio una vez consumada la derrota. La derrota en esta final fue el detonante de una gran crisis institucional en el club catalán.

## El camino a la final

### Steaua de Bucarest
El Steaua llegaba a esta edición 31 de la Copa de Campeones de Europa como campeón de la primera división rumana -logrando su título de liga número 10-, con dos puntos de ventaja sobre el Dinamo de Bucarest, su clásico rival. En la primera fase eliminó al Vejle danés por un global de cinco a dos (1-1 en la ida y 4-1 en la vuelta), con Allan Simonsen, jugador del Barça en los inicios de los años 80. 
El triunfo le garantizó el pase a la ronda de octavos de final, donde lo esperaba el Budapest Honvéd húngaro. En esta fase, el club rumano empezó mal al perder en la ida por la mínima en Budapest, pero en la vuelta logró un incontestable cuatro a uno, pasando a cuartos de final. En cuartos, el Kuuysi finlandés fue su rival, al que eliminaría tras vencer 0-1 a domicilio en el partido de vuelta. En la ida habían empatado a cero en Rumanía.
Las semifinales las disputó ante el Anderlecht de Bélgica, quien en Bruselas ganó con gol de Enzo Scifo. La vuelta, jugada en Bucarest, se saldó con un claro 3-0 (con un doblete de Victor Pițurcă y un gol de Gavril Balint). El Steaua lograba así por vez primera el pase a una final europea, siendo el único club de su país en lograr tal derecho.

### F.C. Barcelona
El Barcelona, por su parte, acudió como campeón de la liga española en 1985. Y en la primera ronda, su rival fue el Sparta Praga, por aquel entonces perteneciente a la extinta Checoslovaquia. El inicio fue prometedor, ganando 1-2 en Praga con doblete de Paco Clos, y en la vuelta cayó por 0-1 en el Camp Nou, pero gracias a la regla del gol de visitante pudo acceder a la fase de octavos de final, donde aguardaba el FC Porto.
En ese enfrentamiento, el Barça ganó 2-0 la ida con tantos de Marcos y de Bernd Schuster, y en la vuelta cayó por 3-1 (con gol de Steve Archibald), pero nuevamente la regla del gol doble fuera de casa le benefició, y así accedió a cuartos de final, donde su siguiente rival sería la Juventus, el campeón vigente en ese entonces.
La eliminatoria fue reñida, logrando vencer en casa (1-0) con el solitario gol de Julio Alberto Moreno. La revancha, jugada en Turín, se saldó con empate a un gol, y el Barcelona eliminaba así al club bianconero de la máxima competición continental. En semifinales, eliminaría al IFK Göteborg sueco. En la ida, jugada en Suecia, cayó por tres a cero, y en la vuelta, un hat-trick de Pichi Alonso igualaría el marcador global en una de las noches más recordadas del Camp Nou. Tras la prórroga, el resultado se mantenía igual, y el club necesitó de la tanda de penaltis para llegar a la gran final.

## El partido
El encuentro distaba de ofrecer espectáculo en noventa minutos reglamentarios. De hecho, solo hubo tibios acercamientos en el inicio del primer tiempo, sumado a que la defensa del Steaua pudo contener algunos disparos del Barcelona. Con el pasar de los minutos, tanto el Barcelona como el Steaua tuvieron escasas ocasiones de gol, llevando todo a una prórroga de treinta minutos, donde todo siguió de la misma manera.
El punto fatídico decidiría la suerte de ambos para coronarse como campeón europeo. El primero en lanzar fue Mihail Majearu, pero su tiro fue detenido por el gran portero Javier Urruticoechea, conocido como Urruti. Por parte del club español, José Ramón Alexanko tenía la posibilidad de abrir el marcador, pero la intervención de Duckadam lo mantuvo en tablas. Laszló Bölöni lanzó el segundo para los rumanos, también parado por Urruti, pero el siguiente, Pedraza corrió la misma suerte. Dos lanzamientos de cada equipo, y todavía con 0-0 en la tanda. Marius Lăcătuș, que 8 años después haría historia con su selección en el Mundial USA'94, abrió el marcador desde los once metros; para dar paso al disparo de Pichi Alonso, que volvió a fallar. Tres disparos del equipo culé, tres errores. Balint anotó para el club de Bucarest, que vería lograda la hazaña de coronarse por vez primera con el disparo de Marcos bloqueado por Duckadam.

### Detalles
| 1          | POR        | Helmuth Duckadam   |      |
| 2          | DEF        | Ştefan Iovan       |      |
| 3          | DEF        | Miodrag Belodedici |      |
| 4          | DEF        | Adrian Bumbescu    |      |
| 5          | DEF        | Ilie Bărbulescu    |      |
| 11         | MED        | Gavril Balint      |      |
| 10         | MED        | Lucian Bălan       | 75'  |
| 6          | MED        | László Bölöni      |      |
| 9          | MED        | Mikal Majaru       |      |
| 7          | DEL        | Marius Lăcătuş     |      |
| 8          | DEL        | Victor Piţurcă     | 107' |
| Entrenador | Entrenador | Emerich Jenei      |      |

| 1          | POR        | Javier Urruticoechea    |      |
| 2          | DEF        | Gerardo                 |      |
| 3          | DEF        | Migueli                 |      |
| 6          | DEF        | José Ramón Alexanko     |      |
| 5          | DEF        | Julio Alberto Moreno    |      |
| 4          | MED        | Víctor Muñoz            |      |
| 11         | MED        | Marcos Alonso           |      |
| 8          | MED        | Bernd Schuster          | 85'  |
| 9          | MED        | Ángel Pedraza           |      |
| 10         | DEL        | Steve Archibald         | 106' |
| 7          | DEL        | Francisco José Carrasco |      |
| Entrenador | Entrenador | Terry Venables          |      |

| 13 | DEL | Anghel Iordănescu | 75'  |
| 16 | DEL | Marin Radu        | 107' |

| 12 | DEF | Josep Moratalla | 85'  |
| 16 | DEL | Pichi Alonso    | 106' |

| Mikal Majaru   | Fallo de penal   | 0:0 |                |                     |
|                |                  | 0:0 | Fallo de penal | José Ramón Alexanko |
| László Bölöni  | Fallo de penal   | 0:0 |                |                     |
|                |                  | 0:0 | Fallo de penal | Ángel Pedraza       |
| Marius Lăcătuş | Acierto de penal | 1:0 |                |                     |
|                |                  | 1:0 | Fallo de penal | Pichi Alonso        |
| Gavril Balint  | Acierto de penal | 2:0 |                |                     |
|                |                  | 2:0 | Fallo de penal | Marcos Alonso       |

| Árbitro | Michel Vautrot |

| 1          | POR        | Helmuth Duckadam   |      |
| 2          | DEF        | Ştefan Iovan       |      |
| 3          | DEF        | Miodrag Belodedici |      |
| 4          | DEF        | Adrian Bumbescu    |      |
| 5          | DEF        | Ilie Bărbulescu    |      |
| 11         | MED        | Gavril Balint      |      |
| 10         | MED        | Lucian Bălan       | 75'  |
| 6          | MED        | László Bölöni      |      |
| 9          | MED        | Mikal Majaru       |      |
| 7          | DEL        | Marius Lăcătuş     |      |
| 8          | DEL        | Victor Piţurcă     | 107' |
| Entrenador | Entrenador | Emerich Jenei      |      |

| 1          | POR        | Javier Urruticoechea    |      |
| 2          | DEF        | Gerardo                 |      |
| 3          | DEF        | Migueli                 |      |
| 6          | DEF        | José Ramón Alexanko     |      |
| 5          | DEF        | Julio Alberto Moreno    |      |
| 4          | MED        | Víctor Muñoz            |      |
| 11         | MED        | Marcos Alonso           |      |
| 8          | MED        | Bernd Schuster          | 85'  |
| 9          | MED        | Ángel Pedraza           |      |
| 10         | DEL        | Steve Archibald         | 106' |
| 7          | DEL        | Francisco José Carrasco |      |
| Entrenador | Entrenador | Terry Venables          |      |

| 13 | DEL | Anghel Iordănescu | 75'  |
| 16 | DEL | Marin Radu        | 107' |

| 12 | DEF | Josep Moratalla | 85'  |
| 16 | DEL | Pichi Alonso    | 106' |

| Mikal Majaru   | Fallo de penal   | 0:0 |                |                     |
|                |                  | 0:0 | Fallo de penal | José Ramón Alexanko |
| László Bölöni  | Fallo de penal   | 0:0 |                |                     |
|                |                  | 0:0 | Fallo de penal | Ángel Pedraza       |
| Marius Lăcătuş | Acierto de penal | 1:0 |                |                     |
|                |                  | 1:0 | Fallo de penal | Pichi Alonso        |
| Gavril Balint  | Acierto de penal | 2:0 |                |                     |
|                |                  | 2:0 | Fallo de penal | Marcos Alonso       |

| Árbitro | Michel Vautrot |

|  |

|                                        |
|                                        |
| Campeón Steaua de Bucarest 1.er título |

## Reacciones
El Steaua logró por vez primera el título de Europa, siendo el primer -y único club- de su país en lograrlo, además de ser el primer club de Europa del Este en ser campeón del continente. El éxito siguió en el plano nacional, al lograr otras cuatro ligas consecutivas, dos copas nacionales y la supercopa europea. El club volvería a jugar una nueva final en 1989, aunque esta vez caería en el Camp Nou ante el A.C. Milan.
El Barcelona, en cambio, viviría una grave crisis en lo institucional y en lo futbolístico. En esa temporada, el equipo terminó segundo en la liga a once puntos del Real Madrid, y en la Copa del Rey alcanzó la final, siendo vencido por el Real Zaragoza. Los años siguientes serían relativamente exitosos para el club, ya que no volvió a ganar una liga sino hasta el año 1991. Sin embargo, en 1988 logró la Copa, y al año siguiente se alzó con la Recopa (la tercera para el club). En 1992, volvería a una final de Copa de Europa, esta vez con victoria del conjunto español sobre la Sampdoria italiana, siendo la primera vez en la historia del club que conquistaban el trofeo.